# Neotoma albigula
Neotoma albigula — вид гризунів родини Cricetidae. Він зустрічається від центральної Мексики на північ до Юти та Колорадо в Сполучених Штатах. Це переважно західний вид у Сполучених Штатах, який поширюється від центрального Техасу на захід до південно-східної Каліфорнії. Популяції на схід від Ріо-Гранде в Нью-Мексико та Транс-Пекос Техас, які раніше вважалися варіантами білогорлого щура, з 1988 року були віднесені до білозубого щура (Neotoma leucodon).

## Опис
З середньою загальною довжиною 32,8 см, включаючи хвіст довжиною приблизно 15,2 см, вид є американським чагарниковим щуром середнього розміру. Самки легші, із середньою вагою 188 г, ніж самці, які важать в середньому 224 г. Середня довжина задніх лап і вух становить 3,4 і 3,0 см відповідно. вид має хутро з повністю білими волосками на горлі. Зверху вкрита коротким м’яким хутром коричневого кольору з чорним відтінком. Хвіст чітко розділений на коричневу верхню поверхню та білувату нижню. На хвості є довге волосся, але воно не здається густим.
Меланісти трапляються у місцях із лавовими полями й вони чорні, за винятком білої плями на горлі. У різних особин з цих популяцій також можуть бути білі плями на внутрішній стороні ніг і в області паху.

## Спосіб життя
В основному цей гризун активний вночі. Іноді він зайнятий у гніздовій зоні протягом дня. Структура складається з мережі гілочок, листя та частин кактусів. Всередині є спальна камера діаметром від 15 до 25 см, яка вистелена травою. Вид також використовує тріщини скель, печери та покинуті будівлі як притулок. Гніздо кущового щура служить місцем укриття для багатьох інших тварин. До них належать, серед іншого, гекони, зеброхвоста ігуана, звичайна крапчаста ігуана, деревні жаби, землерийки, опосуми, смугасті скунси, інші гризуни, такі як білоногі миші та польові миші, а також кролики та різні безхребетні.
Як корм білогорлий чагарниковий щур віддає перевагу опунції, якими найкраще задовольняє свої потреби в рідині. Їсть також зелене листя кущів, траву, ягоди ялівцю або пальмові лілії. За винятком спарювання та виховання потомства, кожна особина живе самостійно.
У південній частині ареалу розмноження може відбуватися в будь-який час року, тоді як у Каліфорнії воно відбувається між січнем і липнем. Залежно від дослідження тривалість вагітності становить близько 30 або 37 днів. Народжується 2(3) дитинчат, які важать в середньому 10,9 г при народженні. Через 17–55 днів молодняк починає харчуватися твердою їжею. Статева зрілість зазвичай настає через 300 днів. Очікувана тривалість життя, ймовірно, вища для чоловіків, тому що самки відчувають сильний стрес від народження потомства.